# Cymbidium tigrinum
Cymbidium tigrinum Parish ex Hook.f. 1864, es una especie de orquídea litófita originaria del sur de Asia.

## Descripción
Es una especie de orquídea de tamaño pequeño, que prefiere el clima frío a fresco, es  litófita,  con pseudobulbos  ovoides a ovoide-cónicos subtendido por varias vainas y con 3 a 5 hojas coriáceas , recurvadas, estrechamente elípticas a oblongo-lanceoladas  con un peciolo corto. Florece  en una erecta inflorescencia delgada de 12 a 23 cm de largo, basal con de 3 a 6 flores de 5 a 10 cm de longitud, fragantes con olor a miel, más larga que las hojas y con lanceoladas brácteas florales que son más cortas que los ovarios. La floración se produce desde la primavera hasta mediados de verano.

## Distribución y hábitat
Se distribuyen por el Himalaya chino, Birmania y Assam India donde crecen en las rocas  en alturas de 1000 a 2700 metros.

## Taxonomía
Cymbidium tigrinum fue descrita por Parish ex Hook.f.  y publicado en Botanical Magazine 90: , ad pl. 5457. 1864.
Etimología
Cymbidium: nombre genérico que deriva de la palabra griega kumbos, que significa "agujero, cavidad".  Este se refiere a la forma de la base del labio. Según otros estudiosos derivaría del griego Kimbe = "barco" por la forma de barco que asume el labelo.
tigrinum: epíteto latino que significa "como un tigre".
Sinonimia
- Cyperorchis tigrina (C.S.P.Parish ex Hook.) Schltr. 1924[1][4]

## Nombre común
- Castellano: Cymbidium rayas de tigre